# تحصیل سوابی
تحصیل سوابی (به انگلیسی: Swabi Tehsil) یک تحصیل در پاکستان است که در خیبر پختونخوا واقع شده‌است.